# Дуб Максима Залізняка
Дуб Максима Залізняка — 1 100-літній дуб, що росте на південному схилі Кириківського яру на території урочища Холодного Яру за селищем Будою Черкаського району Черкаської області. Названий на честь Максима Залізняка, котрий, разом з гайдамаками, спочивав та проводив наради на цьому місці за часів Коліївщини.
Дуб є патріархом українських лісів і одним із природних чудес України. Широта обхвату його стовбура становить 9 метрів, висота — 30 метрів. Стовбур шість раз вражали громовиці.
Під його шатром відпочивали Богдан Хмельницький, Северин Наливайко, Павло Павлюк, Андрій Журба, Семен Неживий, Тарас Шевченко та інші.
У 1972 році дуб отримав статус державної пам'ятки природи місцевого значення (ботанічний релікт).
У 1997—1998 роках дуб почав засихати. Аби його врятувати, у свердловини глибиною 70 метрів навколо стовбура закачали спецдобрива. Для підживлення під корінь закопали декілька померлих корів.
У 2010 році Дуб Залізняка став призером Всеукраїнського конкурсу «Національне дерево України», посівши 3 місце в номінації «Меморіальне дерево України». Свідоцтво видано Чигиринській районній раді.
Через природні чинники та окремих відвідувачів, серед котрих побутує легенда що шмат кори дуба надає сили та щастя, Дуб Залізняка потребує постійного догляду. Наразі ним опікується Національний історико-культурний заповідник «Чигирин».
У 2020 році для допомоги щодо догляду за дубом було залучено Польське товариство арбористів.

## Галерея

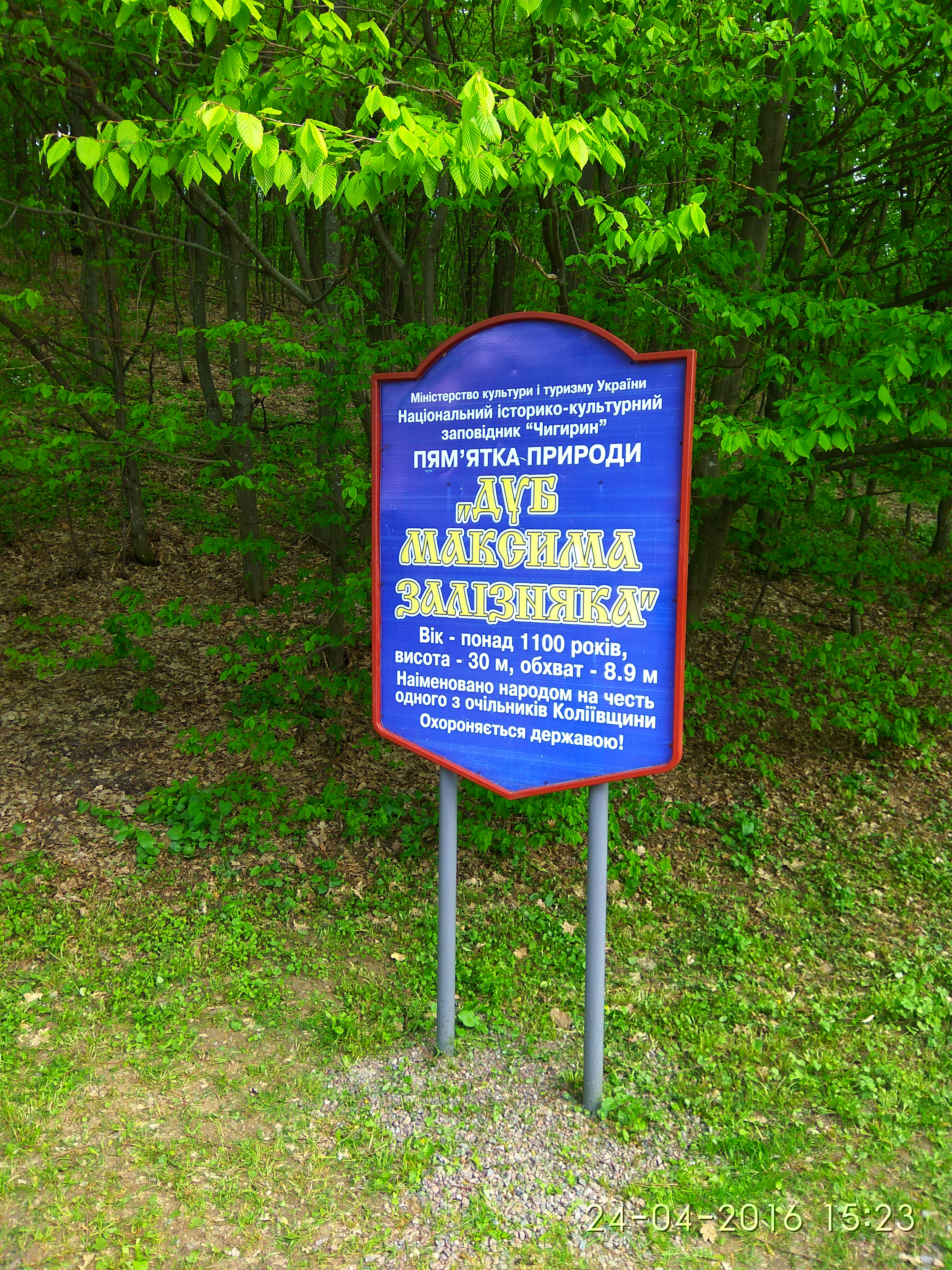
Табличка з описом
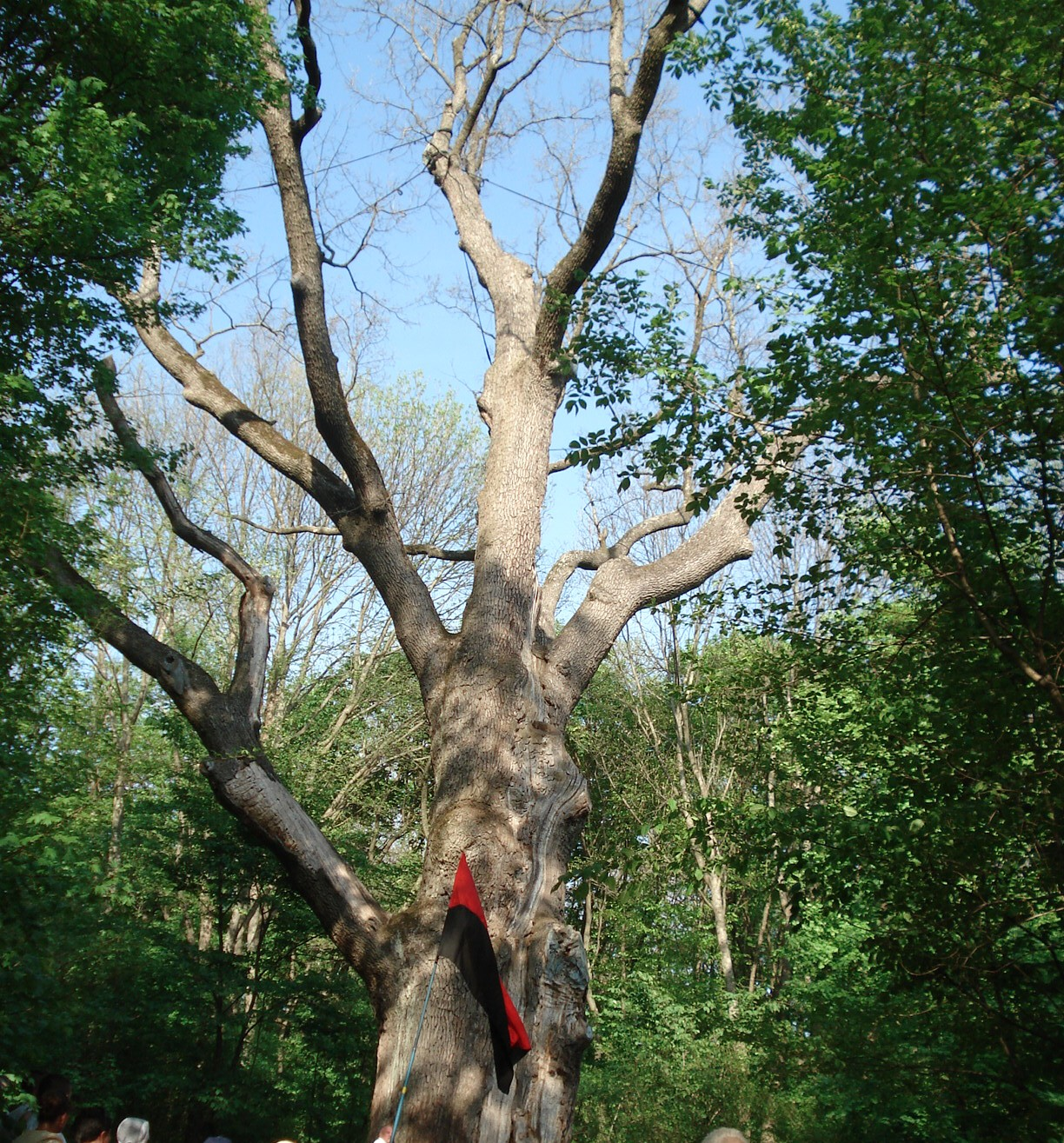
Фото до неба
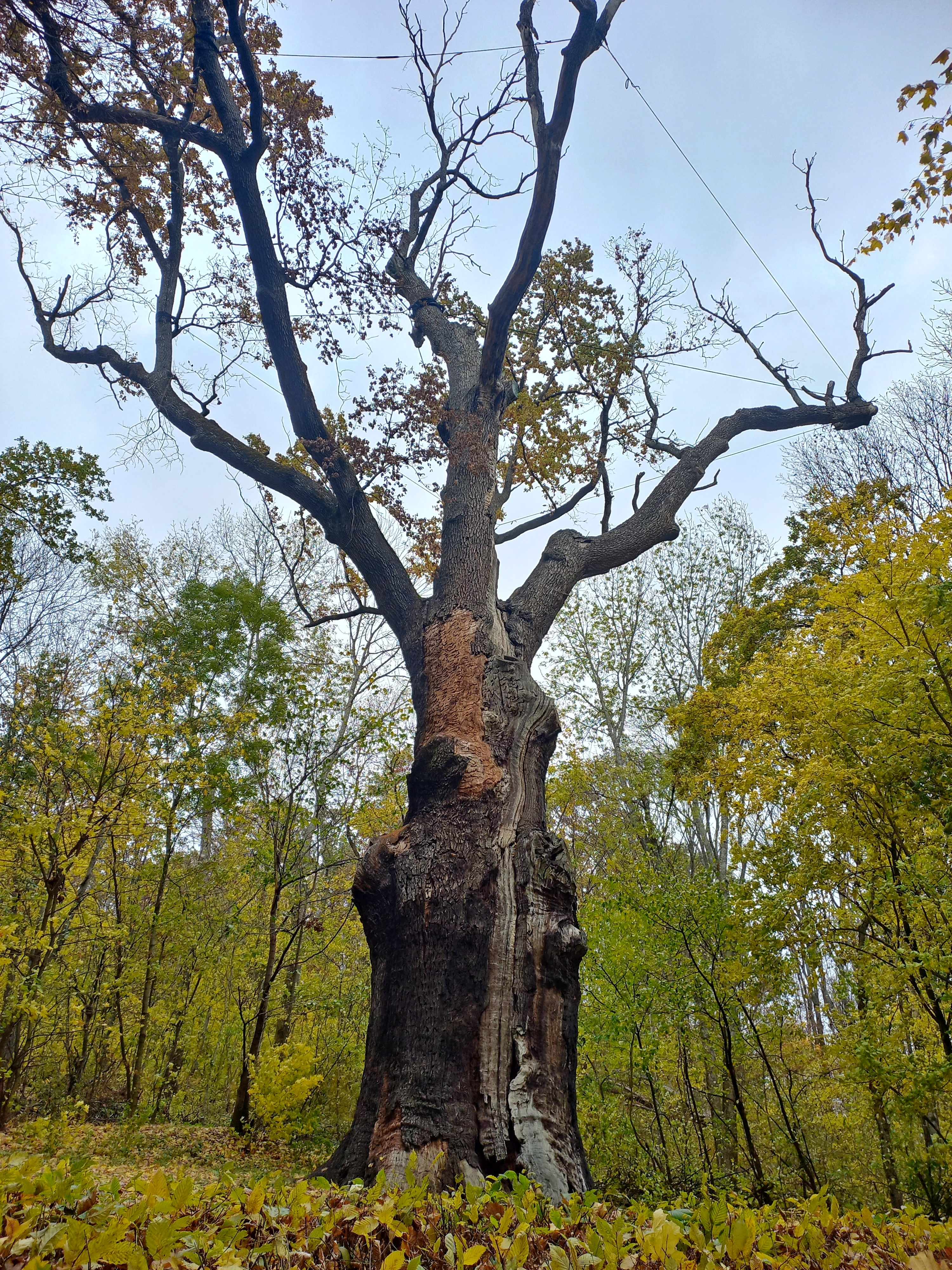
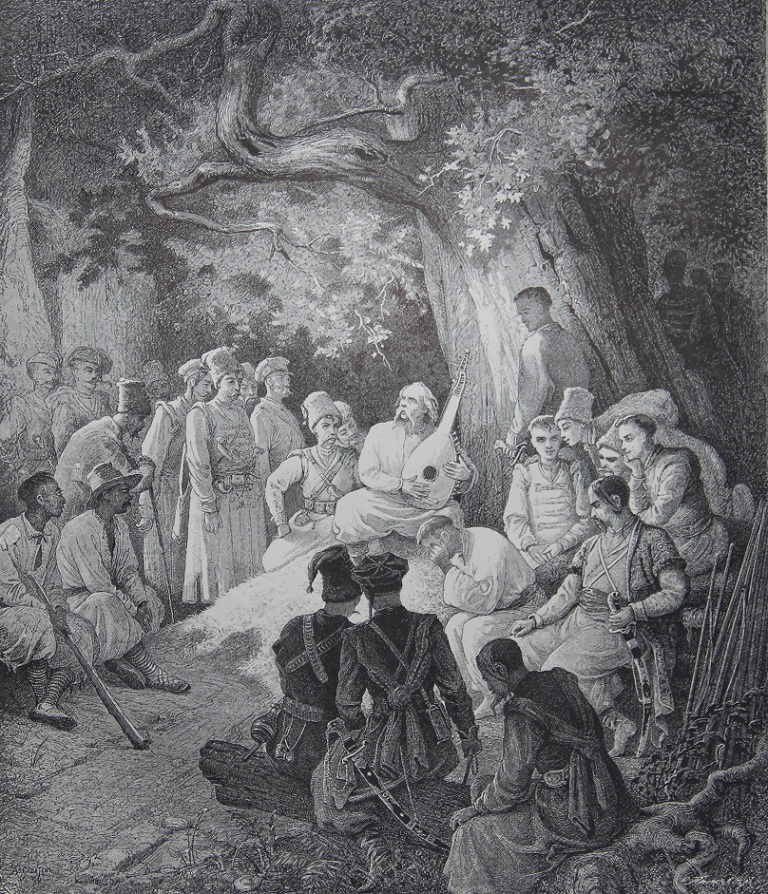
Повстанці під дубом (ілюстрація до «Гайдамак» О. Сластіона)